# 薩蒙島
薩蒙島（英語：Salmon Island），是南極洲的島嶼，位於葛拉漢地西岸，屬於菲什群島的一部分，由英國探險隊繪入地圖，該島嶼現時由南極條約體系管理。